# Anne Cheron
Anne Cheron, död i juni 1679, var en fransk fruktförsäljare. Hon är känd som en av de åtalade under den berömda giftmordsaffären.
Cheron arbetade som fruktsäljare i Paris. Hon arresterades under utredningen av giftmordsaffären. Hon försåg La Vosins nätverk med ingredienser för att tillverka påstått magiska objekt. Det framkom också att hon medverkade i tillverkningen av gifter avsedda för beställningsmord. Hon återgav ett tillfälle när hon tillsammans med Francois Belot hade behandlat en padda för att tillverka gift av dess urin. 
Hon avrättades i juni 1679.